# Alexander Franzewitsch Ragosa

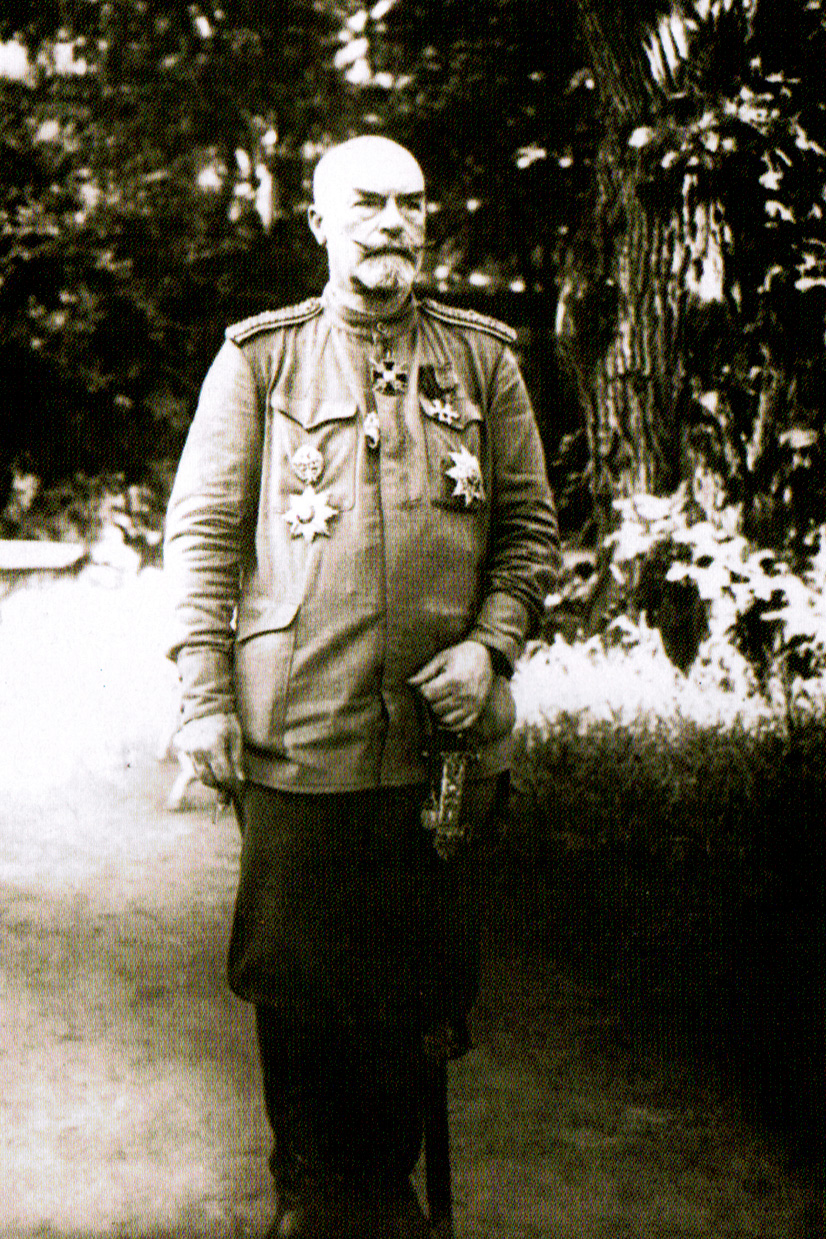
Alexander Ragosa als ukrainischer Kriegsminister, 1918

Alexander Franzewitsch Ragosa (russisch Александр Францевич Рагоза; wissenschaftliche Transliteration Aleksandr Francevič Ragoza, * 27. Maijul. / 8. Juni 1858greg. in Witebsk; † 29. Juni 1919 in Odessa) war ein russischer Offizier, zuletzt General der Infanterie, und nach dem Ausscheiden Russlands aus dem Ersten Weltkrieg Kriegsminister des Ukrainischen Staates.

## Leben
Ragosa stammte aus dem Adel des Gouvernements Witebsk und erhielt seine Erziehung am Polozker Militärgymnasium. 1874 trat er seinen Militärdienst an und schloss 1877 die Michael-Artillerieschule in Sankt Petersburg ab. Anschließend nahm er als Leutnant am Russisch-Osmanischen Krieg 1877/78 teil. 1883 schloss er die Nikolaus-Akademie des Generalstabes als Stabskapitän ab. Von 1883 bis 1888 diente er als höherer Adjutant im Stab der 5. Schützendivision im Charkower Militärbezirk. Anschließend wurde er Kompaniechef im 18. Wologdaer Schützenregiment sowie Gehilfe des höheren Adjutanten im Fernöstlichen (Priamurski) Militärbezirk sowie bis 1891 höherer Adjutant in der Militärkanzlei der Primorskaja Oblast. Von Januar 1891 bis September 1896 diente er im Stab des Befehlshabers der Festung Kertsch. 1892 erreichte er den Rang eines Obersts. Es folgte bis 1898 eine Verwendung als Chef des Stabes der 32. Schützendivision sowie bis 1900 in selber Funktion bei der 5. Schützendivision.
Von 1900 bis 1904 befehligte Ragosa dann das 18. Wologdaer Schützenregiment, kurzzeitig eine Brigade und wurde zum Generalmajor befördert. Danach wurde er Chef des Stabes des 3. Armeekorps, bevor er von 1906 bis 1909 als Kommandant der Festung Dünamünde amtierte. Hier wurde er 1908 zum Generalleutnant befördert. Seine nächste Verwendung war die als Kommandeur der 19. Schützendivision, die er zu Beginn des Ersten Weltkrieges im Rahmen des XII. Armeekorps in der Schlacht in Galizien kommandierte. Ende September 1914 übernahm er das Kommando über das 25. Armeekorps, das er unter dem Oberbefehl der 9. Armee in der Schlacht an der Weichsel führte. Gegen Jahresende 1914 wurde er zum General der Infanterie befördert. Im August 1915 erhielt er den Befehl über die 4. Armee. Von Februar bis März 1916 vertrat er den erkrankten General Smirnow als Befehlshaber der 2. Armee, in diese Zeit fiel die Teilnahme an der Schlacht am Naratsch-See. Im Juli 1916 führte er wieder seine bisherige 4. Armee in der Baranowitschi-Offensive. Diese wurde im Herbst 1916 aus der Front gezogen, um auf den rumänischen Kriegsschauplatz verlegt zu werden. Sie kam hier ab Dezember 1916 am Fluss Rimnik zum Einsatz.
Nach der Oktoberrevolution nahm er seinen Abschied und trat im April 1918 in die Armee des unter deutscher Aufsicht gebildeten Ukrainischen Staats (Hetmanat) ein. Hier wurde er am 1. Mai 1918 zum Kriegsminister in der Regierung Pawlo Skoropadskyjs ernannt, was er bis zur Auflösung des Staates nach der Niederlage der Mittelmächte blieb. Im Dezember 1918 wurde er in Kiew von den Truppen Symon Petljuras verhaftet, aber bald wieder freigelassen. Er ging nach Odessa und hatte vor, sich der Weißen Armee anzuschließen oder zu emigrieren, was ihm aber nicht gelang. Er wurde erneut verhaftet, diesmal von roten Truppen unter Nikifor Grigorjew, und, nachdem er sich geweigert hatte, auf Seiten der Roten zu kämpfen, im Juni 1919 erschossen.